# هانس كونج
هانس كونج ولد بتاريخ 19-03-1928 في سورزيه (Sursee) في مقاطعة لوتسرن في سويسرا هو لاهوتي سويسري، قس رومي كاثوليكي (سابق) ومؤلف.
منذ عام 1960 وحتى 1996 درس كونج كبروفيسور، آخر ما درسه كان اللاهوت المسكوني (ecumenical theology) في جامعة ايبرخارد كارلس (بالألمانية:Eberhard Karls Universität) في مدينة توبنغين، جنوب غرب ألمانيا. وحتى عام 2013 كان كونج رئيس الجمعية التي أنشأها «مؤسسة الأخلاق العالمية».
كونج هو من أشهر علماء اللاهوت المعروفين بانتقادهم للكنسية قديما وحديثا. خصوصا ما يتعلق بعصمة البابا حيث نزع البابا يوحنا بولس الثاني الصلاحية الكاثوليكية منه، بعد عام من نشر كتابه -المثمن- «هل يوجد اله؟ جواب على السؤال عن الله في العهد الجديد».

## حياته وتأثيراته

### الدراسة والدكتوراة
ولد كونج لصانع أحذية في مدينة سوريز وزار المدرسة في سوريز ولوتسرن ما بين 1935 و 1948 حثي حصل على شهادة الماتورا (Matura) والتي تعادل (تقريبا) الثانوية العامة آنذاك. بعدها درس الفلسفة (1948 و 1951) والديانة الكاثوليكية (1951-1955) في الجامعة الغريغورية الحبرية في روما. شارك في فعاليات مع غير النصارى ومع ملحدين وأبدى اهتماما كثير لذلك.
اعتاد كونج ولمدة سبع سنوان على ان يتدرب على التأمل لمدة نصف ساعة كل صباح قبل الفطور (وأيضا قبل الاحتفال القرباني) في صالة Pontificium Collegium Germanicum التي كانت تمثل معهد كنسي (الاسم مشتق من أصلين ألماني وهنجاري) والوافدون على المعهد يدرسون عادة في الجامعة الغريغورية الحبرية.
داوم كونج أيضا على روحانية التفكر في الكتاب المقدس (Exercitia spiritualia) لمدة 3 أو 8 أيام كل عام حيث كان الغرض من ذلك ليس التأمل الفكري أو التدريب البدني، وإنما التفكر ببعض مقاطع الإنجيل وفي التفكير في بعض الاحتفالات والمناسبات الدينية.
خلال السبع سنوات من حياتي الرومية (الكنسية) أكثرت من الصلاة والعبادة. لقد عملت ذلك بكل جد، يوم بيوم، بمشاركة فعالة في النشاطات الكنسية المختلفة. بجانب الاحتفالات القربانية اليومية في معهد Pontificium Collegium Germanicum ، كان الزامياً في الكنيسة أداء صلاوات في الصباح والمساء وصلاة (Adoratio) بعد طعام الغداء وبعد العشاء في حجرة الطعام. قبل العشاء أديت صلاة (litanei)، أحيانا أيضا صلاة الليل. حقا لم تكن الصلوات قليلة بجانب الدراسة الجامعية وكان جزءً من كل اجتماعاتنا.

هانس كونج
أجل، لقد تم حققنا بالشعور بالذنب بأساليب صوفية وروحية مثالية; ما جعل الصلاة صعبة علينا وأحيانا مخيفة، لأنه ليس من الممكن الوصول إلى هذه المُثل العليا.

هانس كونج
بجانب شهاداته كفيلسوف وكهنوتي، تمت ترقية كونج إلى قس كاثوليكي. اشتغل آنذاك عدة سنوات بشكل معمق بالكثير من المجلدات الكنسية الدوغماتية (Dogmatik Karl Barths). ما بين 1955 و 1957 تابع دراسته في جامعة السوربون وفي معهد Catholique في باريس.

هناك أنهى رسالة الدكتوراة بعنوان:

«التربير، دراسة كارل بارت (Karl Barth) والتأمل الكاثوليكي»

بالألمانية: „Rechtfertigung. Die Lehre Karl Barths und eine katholische Besinnung“

كارل بارت كتب رسالة اعتماد لرسالة الدكتوراة. بهذه الرسالة، حاول كونج أن يزيل الفروق بين الكنيستين الكاثوليكية والبروتستانتية بخصوص السؤال عن تبرير الذنب (بالإنجليزية: Justification (theology)). بهذا العمل أصبح هانز كونج أحد المؤسسيين إلى رسالة التبرير المشتركة للكنيسة في عام 1999. لقد تبعت عدة دراسات أخرى في امستردام، برلين، مدريد، لندن. مباشرة بعد نيله شهادة الدكتوراة بدأ كونج بالانشغال بجورج فيلهلم فريدريش هيغل (Georg Wilhelm Friedrich Hegel).

### بروفيسور وقسيس
في العاشر من أكتوبر عام 1954 تمت ترقية كونج لدرجة كاهن أبرشي وهو ما احتفظ به منذ ذلك الحين. ومنذ 1957 حتى 1959 توجه إلى كنيسة (Hofkirche Luzern) في مدينة لوتسرن السويسرية متجها بذلك نحو التهذيب الروحي المتبع في الكنيسة. عمل كونج كمساعد باحث ما بين 1959 و 1960 في شعبة الديانة الكاثوليكية في جامعة جامعة مونستر (Westfälische Wilhelms-Universität)
في توبنغين عام 1960 تبع شعار البروفيسور في علم اللاهوت في شعبة علم اللاهوت في جامعة ايبرهارد كارلس في عوضا عن سابقه هاينرخ فرايس (Heinrich Fries). كونج كان ذا 32 سنة وليس بمؤهل رسمي لهذا اللقب. طور كونج خطة إصلاحية والتي كانت من أهم أهدافها:
- إلغاء العزوف عن الزواج
- معاملة المرأة بالمثل
- مسكونية ذات بعد كبير

بكتابه «المجمع الكنسي، والوحدة» من عام 1960، أثر كونج على النقاش السكوني.

## روابط خارجية
- هانس كونج على موقع أرشيف الشارخ.

- هانس كونج على موقع الموسوعة البريطانية (الإنجليزية)
- هانس كونج على موقع مونزينجر (الألمانية)
- هانس كونج على موقع ديسكوغز (الإنجليزية)